# Embaixada do Irã em Brasília
A Embaixada do Irã em Brasília é a principal representação diplomática da República Islâmica do Irã no Brasil. O Irã foi a primeira nação a inaugurar sua embaixada na cidade.
Está localizada em SES 809, Lote 31, Setor de Embaixadas Sul, na Asa Sul. O atual embaixador é Abdollah Nekounam Ghadirli.

## História

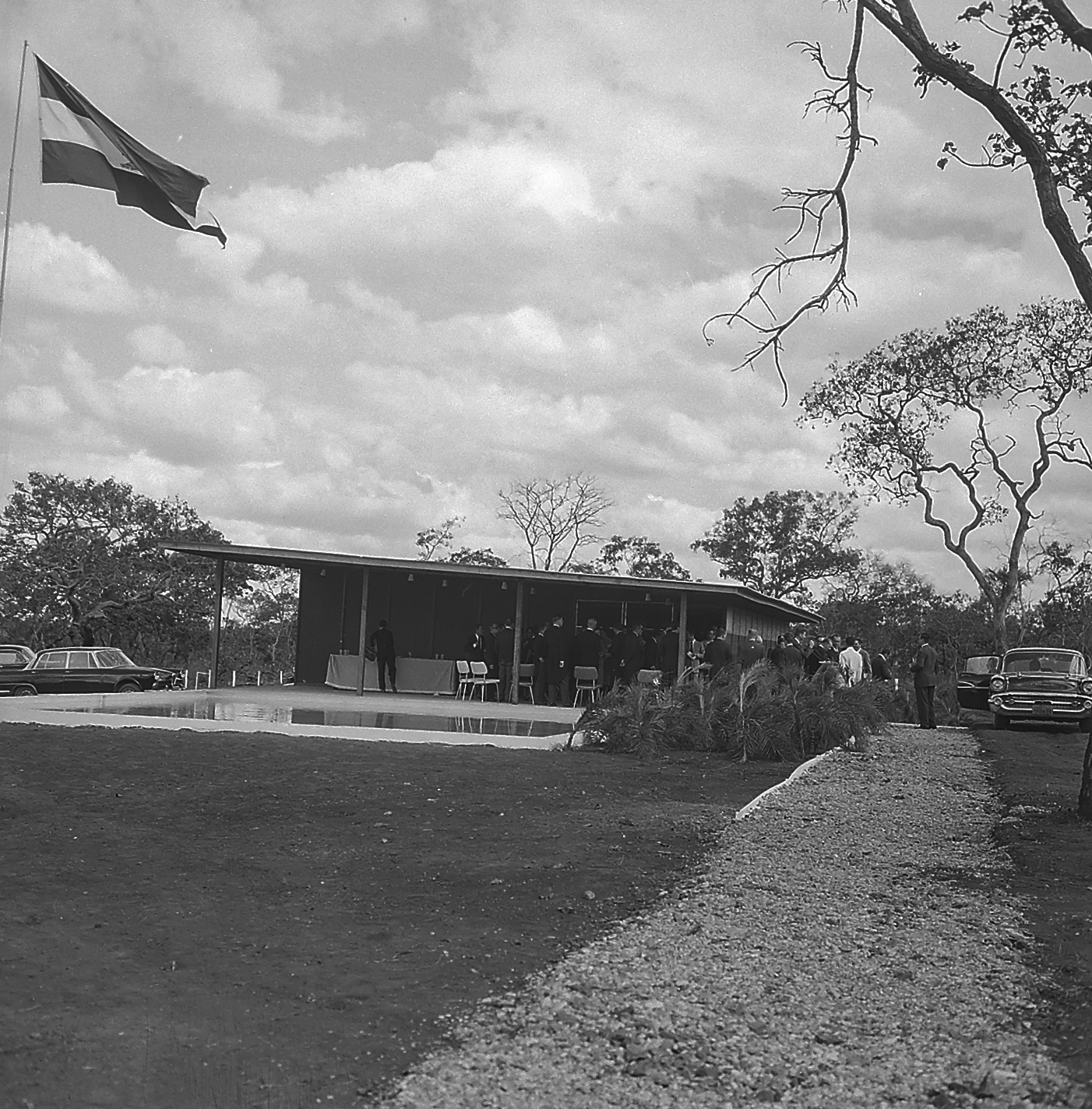
A Embaixada do Irã em 1960, ainda uma estrutura provisória de madeira

Brasil e Irã mantêm relações diplomáticas há 117 anos, desde 1903.

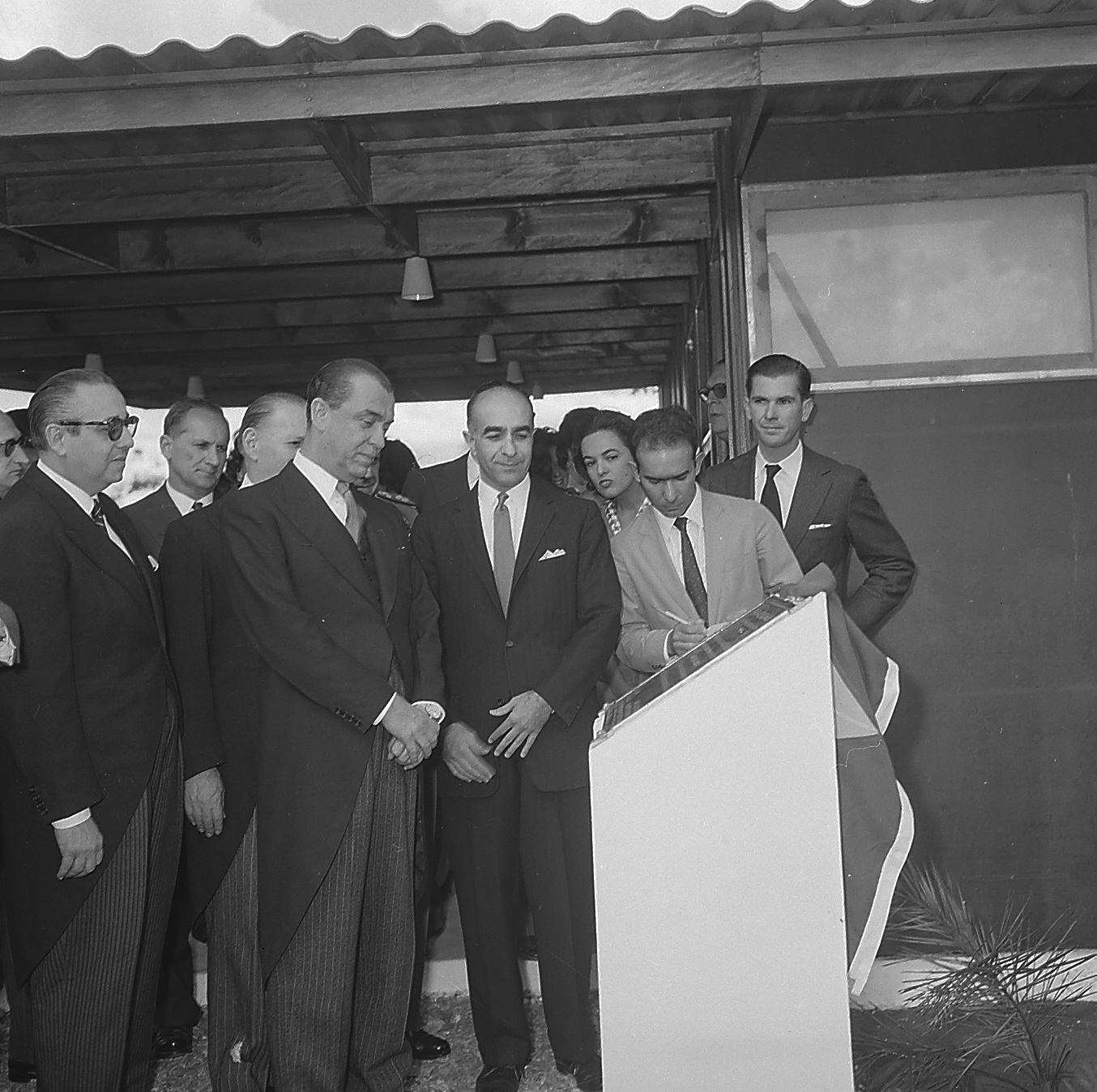
Juscelino Kubitschek na inauguração da embaixada iraniana, a a primeira a se instalar definitivamente na cidade.

A Embaixada do Irã é notória por ter sido a primeira a ser oficialmente instalada em Brasília, cerca de dois meses após a inauguração da cidade em 21 de abril de 1960. O então presidente do Brasil, Juscelino Kubitschek de Oliveira, participou da inauguração da sede provisória, que era apenas com uma casa de madeira, no dia 7 de junho de 1960, quando sua embaixada no Rio de Janeiro, aberta em 1943, foi transferida para a cidade. Esta foi a única embaixada inaugurada pelo presidente que construiu Brasília. Diante da simples casa onde a embaixada foi sediada, o então embaixador iraniano Marmud Foroughi declarou que "Essa casa é pequena demais para dizer da simpatia que o povo iraniano dedica a este jovem e progressista Brasil”.
Quando a Pedra Fundamental da vizinha Embaixada da Bélgica foi colocada em uma cerimônia, um diplomata da embaixada do Irã pediu desculpas dizendo que a pedra estava no meio do terrenos deles. Isso levou o Itamaraty a fazer um outro evento pequeno para colocar a pedra em um lugar que ficasse bom para ambos.

## Serviços

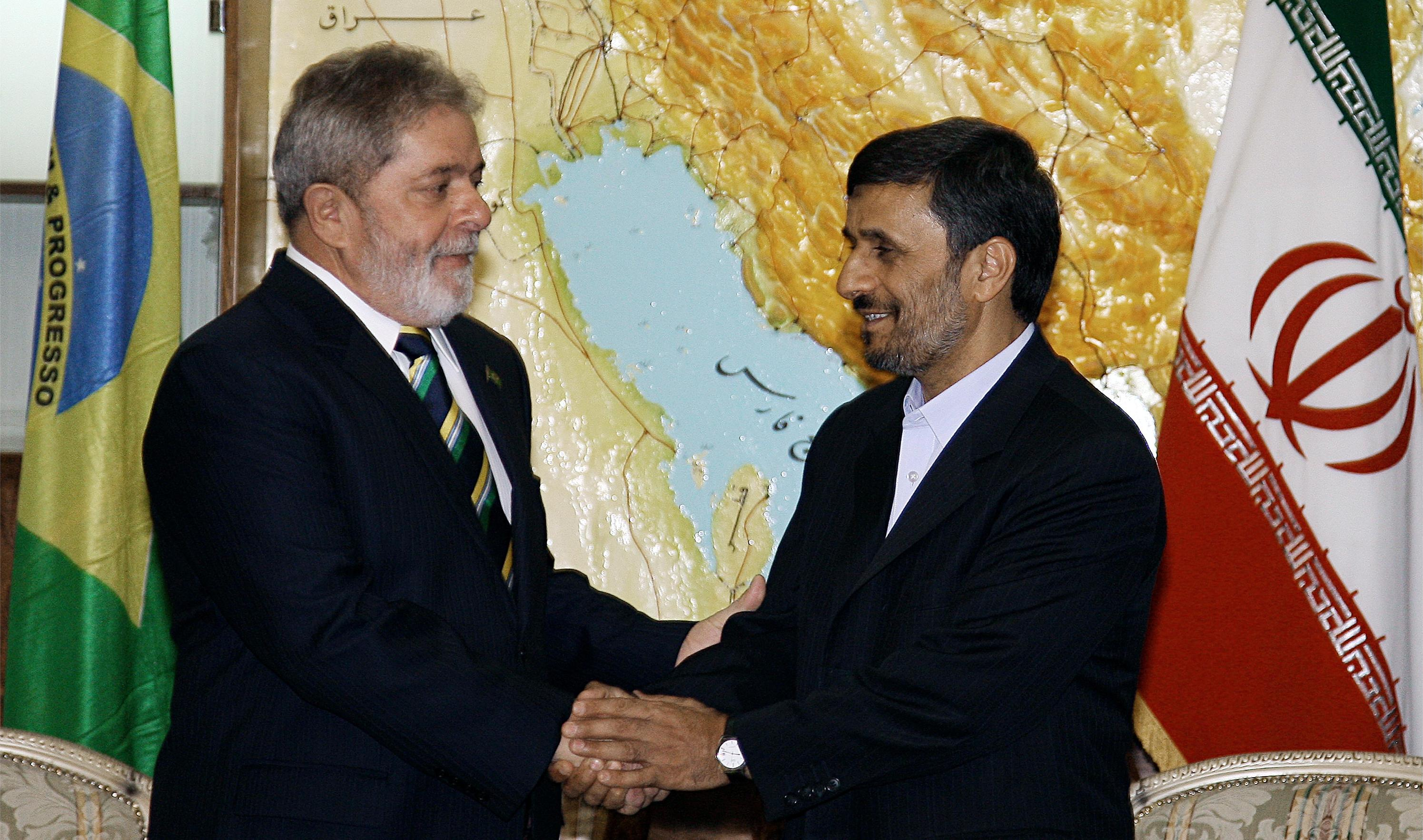
As relações diplomáticas entre Brasil e Irã atingiram seu auge durante os governos de Lula e Ahmadinejad.

A embaixada cumpre as funções consulares tradicionais, como o auxílio aos iranianos que moram no Brasil e aos visitantes e migrantes vindos dos Irã, e a brasileiros que tenham interesse em visitar ou se mudar para o país asiático. Brasília e Teerã, a capital do Irã, são cidades-irmãs desde 1996. A embaixada na capital brasileira é a única opção consular do Irã no Brasil, não tendo outros consulados no território.
Além disso, a representação cumpre seu papel diplomático na política, economia e cultural, trazendo um pouco do Irã para o Brasil e contribuindo nos interesses iranianos - como a importação de produtos agrícolas e de pecuária brasileiros, no qual o Irã é, atualmente, um dos principais parceiros do Brasil. As relações diplomáticas atingiram seu auge durante os governos de Lula do Brasil e Ahmadinejad  do Irã, sendo que durante o governo de Dilma Rousseff o Itamaraty se distanciou de Teerã.